# 谢拉克
谢拉克（法語：Chérac，法語發音：[ʃeʁak]）是法国滨海夏朗德省的一个市镇，位于该省东部，属于桑特区。

## 地理
谢拉克（45°42'12"N, 0°26'15"W）面积29.88 平方千米，位于法国新阿基坦大区滨海夏朗德省，该省份为法国西部滨海省份，北起旺代省，西临大西洋，南至吉倫特省，东南接多爾多涅省，东北接德塞夫勒省接壤，东临夏朗德省。
与谢拉克接壤的市镇（或旧市镇、城区）包括：卢扎克-圣安德烈、圣洛朗德干邑、夏朗德河畔布里沃、夏朗德河畔栋皮埃尔、蒙蒂勒、鲁菲亚克、圣塞赛尔、圣索旺、夏朗德河畔萨利尼亚克、瓦勒德干邑。

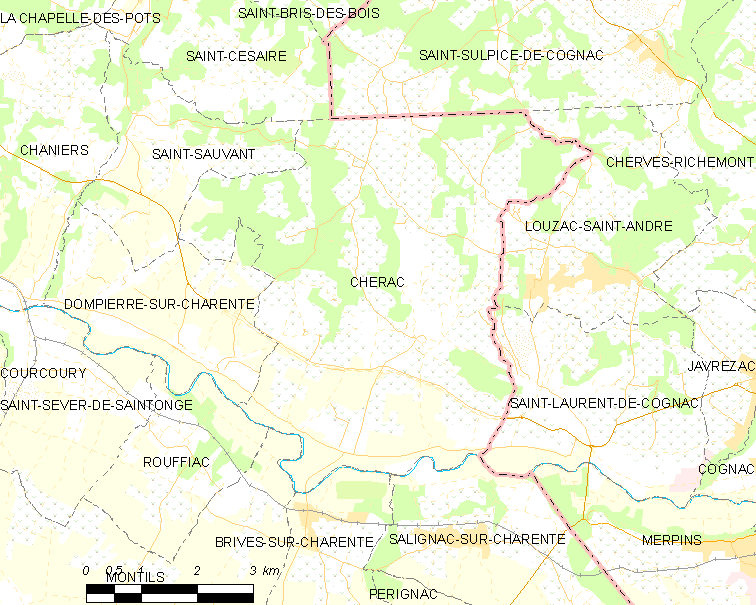
谢拉克的OSM定位图

谢拉克的时区为UTC+01:00、UTC+02:00（夏令时）。

## 行政
谢拉克的邮政编码为17610，INSEE市镇编码为17100。

## 政治
谢拉克所属的省级选区为沙尼耶县。

## 人口

1962-2008年间谢拉克人口变化图示

谢拉克于2022年1月1日时的人口数量为1135人。